# Mallochohelea sidis
Mallochohelea sidis är en tvåvingeart som först beskrevs av Meillon 1959.  Mallochohelea sidis ingår i släktet Mallochohelea och familjen svidknott. Inga underarter finns listade i Catalogue of Life.